# Alexis Lebrun
Alexis Lebrun (ur. 27 sierpnia 2003 w Montpellier) – francuski tenisista stołowy, brązowy medalista olimpijski z Paryża 2024, wicemistrz świata, mistrz Europy i brązowy medalista igrzysk europejskich.

## Życie prywatne
Urodził się i mieszka w Montpellier we Francji. Pochodzi z rodziny o dużych tradycjach w tenisie stołowym - jego ojciec Stephane Lebrun klasyfikowany był w pierwszej dziesiątce tenisistów stołowych w kraju, natomiast wujek Christophe Legoût reprezentował Francję w tenisie stołowym na trzech igrzyskach olimpijskich (1996, 2000, 2008). Tenisistą stołowym i olimpijczykiem jest także jego młodszy brat Félix.

## Udział w zawodach międzynarodowych
| Impreza              | Rok          | Miejsce     | Konkurencja       | Partner(ka)  | Wynik       |                      |      |       |        |   |             |
| -------------------- | ------------ | ----------- | ----------------- | ------------ | ----------- | -------------------- | ---- | ----- | ------ | - | ----------- |
| Impreza              | Rok          | Miejsce     | Konkurencja       | Partner(ka)  | Wynik       | Igrzyska olimpijskie | 2024 | Paryż | singel | — | 1/16 finału |
| mikst                | Jia Nan Yuan | 1/16 finału |                   |              |             | Igrzyska olimpijskie | 2024 | Paryż |        |   |             |
| turniej drużynowy    | —            | 03 !        |                   |              |             | Igrzyska olimpijskie | 2024 | Paryż |        |   |             |
| Mistrzostwa świata   | 2022         | Chengdu     | turniej drużynowy | —            | 1/8 finału  |                      |      |       |        |   |             |
| Mistrzostwa świata   | 2023         | Durban      | singel            | —            | 1/32 finału |                      |      |       |        |   |             |
| Mistrzostwa świata   | 2023         | Durban      | gra podwójna      | Félix Lebrun | 1/16 finału |                      |      |       |        |   |             |
| Mistrzostwa świata   | 2024         | Pusan       | turniej drużynowy | —            | 02 !        |                      |      |       |        |   |             |
| Igrzyska europejskie | 2023         | Kraków      | singel            | —            | 03 !        |                      |      |       |        |   |             |
| Igrzyska europejskie | 2023         | Kraków      | turniej drużynowy | —            | 03 !        |                      |      |       |        |   |             |
| Mistrzostwa Europy   | 2022         | Monachium   | gra podwójna      | Félix Lebrun | 03 !        |                      |      |       |        |   |             |
| Mistrzostwa Europy   | 2023         | Malmö       | turniej drużynowy | —            | 03 !        |                      |      |       |        |   |             |
| Mistrzostwa Europy   | 2024         | Linz        | singel            | —            | 01 !        |                      |      |       |        |   |             |
| Mistrzostwa Europy   | 2024         | Linz        | gra podwójna      | Félix Lebrun | 01 !        |                      |      |       |        |   |             |